# El retorno de Walpurgis
El retorno de Walpurgis ("povratak Walpurgis"; drugi nazivi na eng.: The Black Harvest of Countess Dracula, Curse of the Devil), je meksičko-španjolski film iz 1972. godine, klasificiran kao horor-film. Redatelj je Carlos Aured, a producenti Luís Gómez i Ramiro Meléndez. Film traje 84 minute.
To je film iz serije filmova o grofu Waldemaru Daninskom, koji je vukodlak, a glumi ga Paul Naschy (umro 2009.).
Nastavak iz 1975. godine ima naziv La maldicion de la bestia ("kletva/prokletstvo zvijeri").

## Radnja
Bogati plemić, grof Waldemar Daninsky ubije vuka na svom imanju. Vuk se nakon smrti preobrazi u Roma te se grof nađe pod kletvom bijesne vještice Romkinje, koja naredi mladoj, lijepoj Romkinji da učini grofa vukodlakom nakon što ga zavede.
U filmu je spomenuta i drevna kletva bačena na grofovog pretka, velikog inkvizitora Ireneusa Daninskog, od strane velike čarobnice, grofice Bathory (pogledajte "Elizabeta Báthory").

## Likovi i glumci
- Paul Naschy — grof-vukodlak Waldemar Daninsky
- Fabiola Falcón — Kinga Wilowa (glumica je koristila ime Faye Falcon)
- Mariano Vidal Molina — Roulka
- Maritza Olivares (koristila ime May Oliver) — Maria Wilowa, sestra Kinge[2]
- José Manuel Martín — Bela
- María Silva — Elizabeta Báthory
- Elsa Zabala — vještica, Ciganka
- Pilar Vela
- Fernando Sánchez Polack — Maurice
- José Yepes
- Inés Morales — Ilona
- Ana Maria Rossie
- Eduardo Calvo — Laszlo Wilowa

## Lokacije
Film je snimljen u Madridu, Španjolska. 